# 北浜alley
北浜alley（きたはまアリー）は香川県高松市北浜町にある古い倉庫を活用した複合商業施設。2000年にオープンした高松港ウォーターフロントのトレンドスポット。ギャラリー、ブティック、カフェレストラン、美容院、雑貨店などが入居し、広場ではフリーマーケットやコンサートなどが開催される。

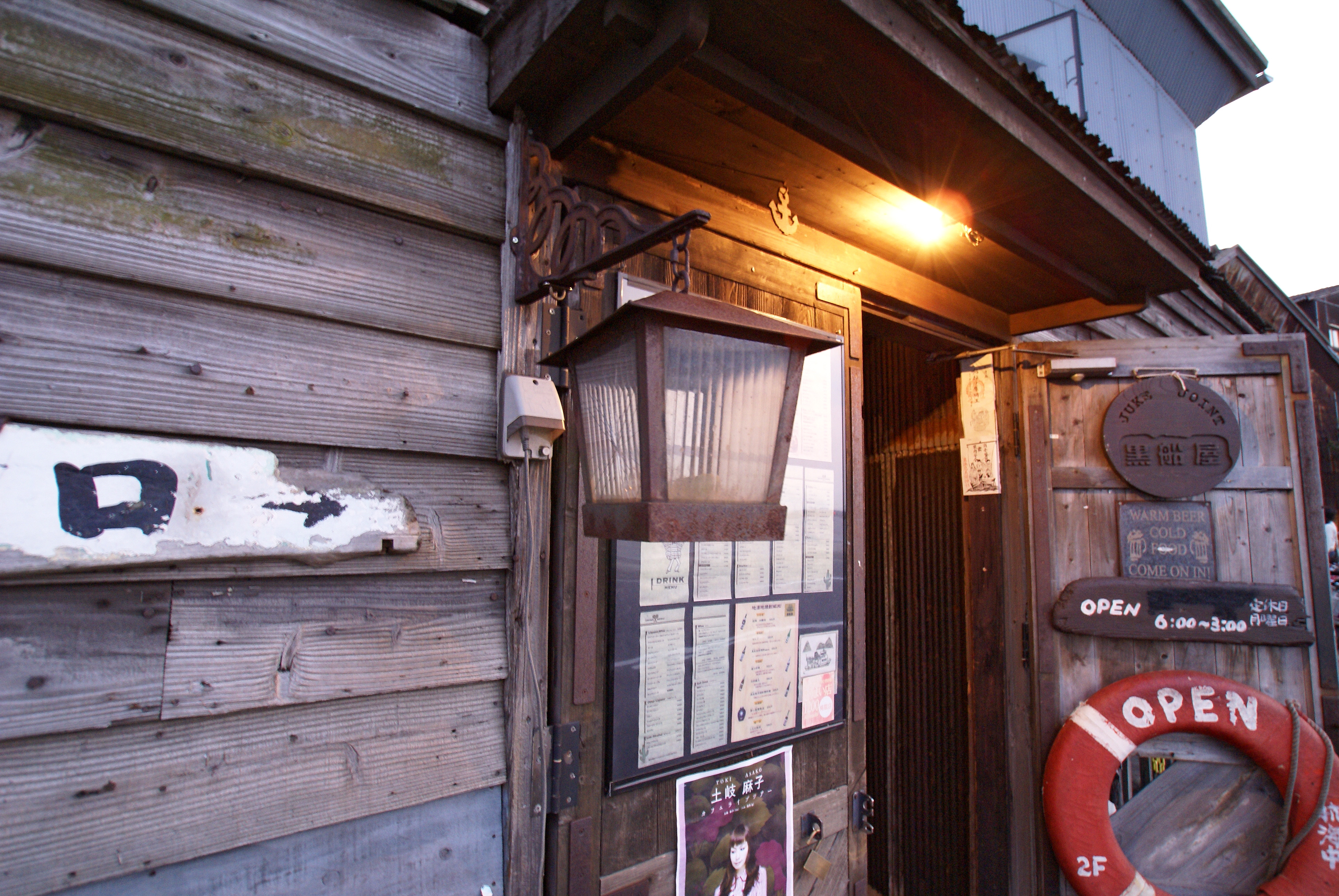
北浜alley

## 概要
高松港を経由する貨物の一時保管場所として昭和初期に建設され、本四架橋の開通によりその役割を終えた古い倉庫群が「倉庫の現姿を残す」、「商業施設として再生する」、「文化的貢献を果たす」を基本理念として、一級建築士の井上雅子と地権者である農業協同組合・JA香川県により開発された施設。
対象となった倉庫は、宇高国道フェリーの向かいの道路に直角に並ぶ4棟。
内側の1棟は軸組のみを残して撤去してレンガ敷きの広場にし、他の3棟の倉庫は外観を変更せず、内装も可能な限り原型を留めるという方針の下で改装された。
前時代の港の雰囲気を残した北浜で、週末は多くの若者が集う場所になっており、またテナント料は高松市中心部の約5分の1の水準におさえられていることもあって入居希望者は多く、 それらに対応するため近隣の倉庫3棟を新たに改装するという計画が浮上している。

## 施設概要

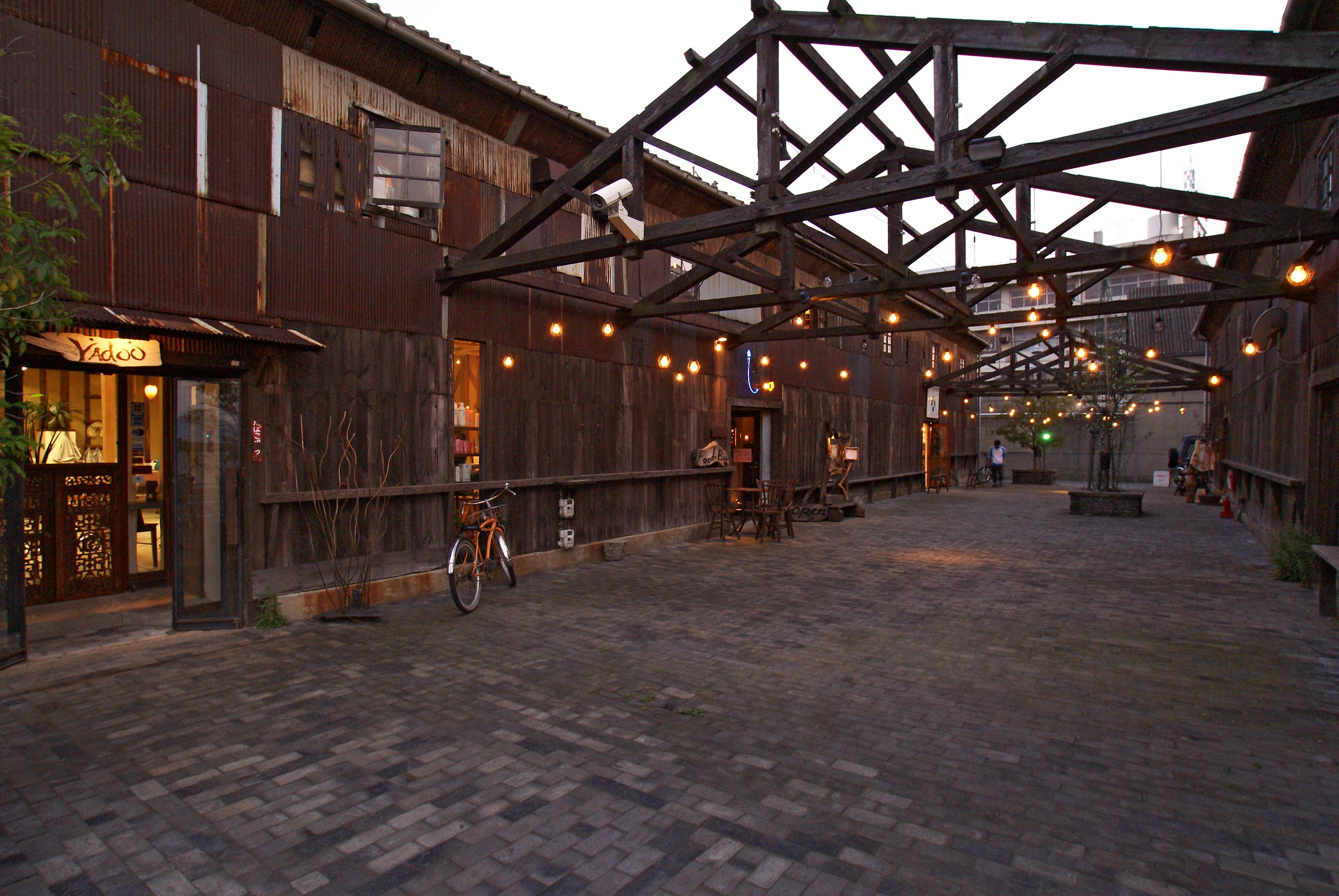
レンガ広場

- 所有者 - JA香川県
- デザイン - 井上雅子
- 運営 - 井上雅子
- 延床面積 -  1,099.56m2
- レンガ広場面積 -  187.74m2
- 所在地 - 香川県高松市北浜町4番14号

## 交通アクセス
- JR高松駅徒歩10分
- ことでん高松築港駅徒歩8分
- ことでんバス北浜アリーバス停下車すぐ

## 周辺情報
- 水城通り
- 宇高国道フェリー乗り場
- 四国フェリー乗り場
- 香川県立歴史博物館
- 高松城
- サンポート高松